# 펠릭스 부코브자
펠릭스 부코브자(Felix Boukobza)는 프랑스의 디자이너이다.

## 주요 디자인
- 대한민국
  - 오트레인 (2013)
  - 브이트레인 (2013)
  - 에스트레인 (2013)
  - 바다열차 (2014, 리뉴얼)
  - 와인시네마트레인 (2014, 리뉴얼)
  - 경북순환관광열차 (2014, 리뉴얼)
  - 디엠지트레인 (2014)
  - 지트레인 (2014, 예정)
  - 비트레인 (2014, 예정)